# Ivar Vind
Ivar Emil Vind, född den 5 januari 1921 i Everdrup, död den 11 februari 1977 i Davinde, var en dansk friidrottare, idrottsledare, godsägare, hovjägmästare och kammarherre.
Vind, som var son till godsägaren, kammarherre Ove Vind och dennes hustru Elsa f. O'Neil Oxholm, blev student 1941 och sekundlöjtnant i Livgardet 1945. Vind var från 1951 gift med grevinnan Alexandra av Rosenborg. Han ägde 1950-1974 Sanderumgård vid Odense, det var också där han dog.
Vind var medlem av Akademisk Idrætsforening (-1945), AIK Ålborg (1946) och Odense GF (1946-). Han var fyra gånger dansk mästare och dansk rekordinnehavare i höjdhopp. Vind var vidare IOK-ledamot 1958-1977 och president för Danmarks olympiska kommitté 1973-1977.